# Denguélé

Poloha regionu Denguélé na mapě Pobřeží slonoviny

Denguélé je území na severozápadě Pobřeží slonoviny. Jeho rozloha činí 20 600 km², v roce 2014 zde žilo 289 779 obyvatel.
Až do roku 2011 byl jedním z 19 regionů, ze kterých sestával stát Pobřeží slonoviny. V roce 2011 proběhla reorganizace územně-správního členění státu a Denguélé se stal jedním z 14 distriktů. Sám je dále dělen do 2 regionů, ty pak do 7 departementů.